# St. Mary’s Stadion (Uganda)
Das St. Mary’s Stadion ist ein Fußballstadion in Kitende einem Stadtteil der ugandischen Stadt Entebbe. Es hat eine Kapazität für 15.000 Zuschauer und dient dem Vipers SC als Heimspielstätte.

## Geschichte
Es wurde im Jahr 2017 erbaut und dann nochmal im Jahr 2020 mit weiteren Sitzplätzen erweitert. Seit der Erweiterung können dort nun auch internationale Fußball-Spiele ausgerichtet werden. So wurden hier schon mehrere Spiele der ugandischen Fußballnationalmannschaft ausgetragen.